# Live ?!*@ Like a Suicide
Live ?!*@ Like a suicide is het debuut-ep van de Amerikaanse rockband Guns N' Roses. Het is in december 1986 uitgebracht onder het eigen label Uzi Suicide Record co.
De A- en B- kant van het minialbum bevatten beide dezelfde vier nummers:
1. Reckless Life (Rose/Slash/Stradlin'/Weber)
2. Nice Boys (Peter Wells/Gary Anderson/Dallas Royall/Gordon Leach/Michael Cocks, cover van Rose Tattoo)
3. Move to the city (Stradlin'/D.J./Weber)
4. Mama Kin (Steve Tyler, cover van Aerosmith)

Van de ep zijn slechts tienduizend exemplaren uitgegeven, de meeste hiervan bestemd voor de export. Hierdoor is het het meest zeldzame album van Guns N' Roses. De vier nummers van deze ep zijn allen ook verschenen op het album G N'R Lies.